# Allotrionymus multipori
Allotrionymus multipori är en insektsart som beskrevs av Kawai 1973. Allotrionymus multipori ingår i släktet Allotrionymus och familjen ullsköldlöss. Inga underarter finns listade i Catalogue of Life.